# 슈퍼스타 클라씨
《슈퍼스타 클라씨》(SuperStar CLASS:y, 약칭: 슈스클, SSCL)는 달콤소프트가 2022년 2월 23일 출시한 모바일 리듬 게임이며, 원래 이름은 《슈퍼스타 방과후 설렘》(SuperStar TEENAGE GIRLS, 약칭: 슈스설, SSTG)이었다. 클라씨 데뷔 다음날인 2022년 5월5일에 《슈퍼스타 클라씨》로 이름이 바뀌었다. 슈퍼스타 시리즈에서 신인 아이돌이 데뷔하면서 출시된 최초의 게임이다.

## 《슈퍼스타 방과후 설렘》
2022년 2월 9일 달콤소프트는 《슈퍼스타 방과후 설렘》의 사전 예약 페이지를 오픈했다.
2월 20일 《방과후 설렘》 11회에서 파이널 진출자가 모두 확정되자 2월 21일부터 《슈퍼스타 방과후 설렘》 사전 예약 페이지에서 파이널 진출자들의 영상 메시지가 공개되었다. 사전 예약자 수에 따라 유저들에게 게임 아이템으로 누적 보상을 지급하는 이벤트를 했다. 1만 명을 넘으면 프리미엄 카드 5장, 3만 명을 넘으면 다이아몬드 100개, 5만 명을 넘으면 R등급 카드를 받을 수 있었다. 출시 전까지 3만 명 이상이 예약했다. 2월 23일 구글 플레이스토어와 애플 앱스토어에서 정식으로 출시되었다.
2월 27일 《방과후 설렘》 최종회에서 클라씨로 데뷔할 멤버 7명이 결정되었지만 다른 파이널 진출자 7명(김유연, 이영채, 이미희, 김현희, 김윤서, 미나미, 최윤정)의 카드도 4월 20일까지 계속 추가되었다.

#### 관련 영상
| 연도 | 날짜     | 분류                               | 영상        |
| ---- | -------- | ---------------------------------- | ----------- |
| 2022 | 2월 8일  | 출시 안내                          | 출시 예고 1 |
| 2022 | 2월 9일  | 출시 안내                          | 출시 예고 2 |
| 2022 | 2월 21일 | 《방과후 설렘》 참가자 영상 메시지 | 김리원      |
| 2022 | 2월 21일 | 《방과후 설렘》 참가자 영상 메시지 | 김선유      |
| 2022 | 2월 21일 | 《방과후 설렘》 참가자 영상 메시지 | 김유연      |
| 2022 | 2월 21일 | 《방과후 설렘》 참가자 영상 메시지 | 김윤서      |
| 2022 | 2월 21일 | 《방과후 설렘》 참가자 영상 메시지 | 김현희      |
| 2022 | 2월 21일 | 《방과후 설렘》 참가자 영상 메시지 | 명형서      |
| 2022 | 2월 21일 | 《방과후 설렘》 참가자 영상 메시지 | 미나미      |
| 2022 | 2월 21일 | 《방과후 설렘》 참가자 영상 메시지 | 박보은      |
| 2022 | 2월 21일 | 《방과후 설렘》 참가자 영상 메시지 | 원지민      |
| 2022 | 2월 21일 | 《방과후 설렘》 참가자 영상 메시지 | 윤채원      |
| 2022 | 2월 21일 | 《방과후 설렘》 참가자 영상 메시지 | 이미희      |
| 2022 | 2월 21일 | 《방과후 설렘》 참가자 영상 메시지 | 이영채      |
| 2022 | 2월 21일 | 《방과후 설렘》 참가자 영상 메시지 | 최윤정      |
| 2022 | 2월 21일 | 《방과후 설렘》 참가자 영상 메시지 | 홍혜주      |
| 2022 | 2월 23일 | 출시 안내                          | 전세계 출시 |

## 《슈퍼스타 클라씨》
2022년 5월 6일 《슈퍼스타 클라씨》로 게임 이름이 바뀌었다. 같은 해 8월 31일에 쥬얼리의 〈Super Star〉를 클라씨가 리메이크한 곡이 게임에 추가되었다.

### 카드
게임에서 얻을 수 있는 카드는 게임 내에 추가되면 계속 얻을 수 있는 일반 테마카드와 특정 기간에만 얻을 수 있는 이벤트 테마카드가 있다. 등급이 높을수록 많은 점수를 얻을 수 있으며 프리즘 카드일 경우 같은 등급의 카드보다 점수를 더 받는다.
이벤트 테마카드는 이벤트 기간이 끝난 뒤 게임 업데이트로 새로운 카드가 추가되면 일부 예외적인 경우를 제외하고는 얻을 수 없다.
게임 이름이 《슈퍼스타 클라씨》로 바뀐 2022년 5월 6일부터는 《슈퍼스타 방과후 설렘》 카드를 상점에서 구매하거나 이벤트로 얻을 수 없다. 다만 이미 갖고 있는 《슈퍼스타 방과후 설렘》 카드는 SAME SAME, DIFFERENT, DEBUT, CHALLENGER 그룹에 있는 곡을 플레이해서 점수를 얻거나 다른 카드를 강화할 때 사용할 수 있다.
| 등급 | 획득 방법                    | 강화 최대치 |
| ---- | ---------------------------- | ----------- |
| C    | 상점 구매                    | 5성         |
| B    | 상점 구매 5성 C카드 2장 합성 | 5성         |
| A    | 상점 구매 5성 B카드 2장 합성 | 5성         |
| S    | 상점 구매 5성 A카드 2장 합성 | 5성         |
| R    | 상점 구매 5성 S카드 2장 합성 | 50성        |

### 수록곡
이지·노멀·하드 난이도가 있으며, 같은 곡이라도 일반 버전과 더 어려운 엑스트라 버전이 따로 있는 경우가 있다.
- 굵은 글씨: 기간 한정 이벤트 테마카드
- 2022.5.6. 이후 획득 불가능한 일반 테마카드

| 연도 | 카드 추가 날짜 | 그룹             | 노래                                                                                                 | 카드 테마                         |
| ---- | -------------- | ---------------- | --- | --------------------------------- |
| 2022 | 2월 23일       | SAME SAME        | 〈SAME SAME DIFFERENT〉 1절 · 엑스트라 〈SAME SAME DIFFERENT〉 2절 · 엑스트라 (《방과후 설렘》 버전) | DIFFERENT Nobody Like Us          |
| 2022 | 2월 23일       | DIFFERENT        | 〈SAME SAME DIFFERENT〉 1절 · 엑스트라 〈SAME SAME DIFFERENT〉 2절 · 엑스트라 (《방과후 설렘》 버전) | SAME SAME Nobody Like Us          |
| 2022 | 3월 3일        | CHALLENGER       | 〈LIONS〉 1절                                                                                        | LIONS                             |
| 2022 | 3월 3일        | CHALLENGER       | 〈LIONS〉 1절                                                                                        | Nobody Like Us                    |
| 2022 | 3월 10일       | DEBUT            | 〈DREAMING〉 1절                                                                                     | DREAMING                          |
| 2022 | 3월 16일       | DEBUT            | 〈SONIC BOOM〉 1절                                                                                   | SONIC BOOM                        |
| 2022 | 3월 16일       | CHALLENGER       | 〈SUN〉 1절                                                                                          | SUN                               |
| 2022 | 3월 23일       | DEBUT            | 〈DREAMING〉 2절                                                                                     | Go dream                          |
| 2022 | 3월 30일       | CHALLENGER       | 〈LIONS〉 2절                                                                                        | we got the power                  |
| 2022 | 3월 30일       | CHALLENGER       | 〈LIONS〉 2절                                                                                        | we got the power                  |
| 2022 | 4월 6일        | DEBUT            | 〈SONIC BOOM〉 2절                                                                                   | Yellow & Red                      |
| 2022 | 4월 6일        | CHALLENGER       | 〈SUN〉 2절                                                                                          | Feel so high                      |
| 2022 | 4월 13일       | DEBUT            | 〈DREAMING〉 1절 엑스트라                                                                            | I’m Dreaming                      |
| 2022 | 4월 13일       | CHALLENGER       | 〈LIONS〉 1절 엑스트라                                                                               | full bloom                        |
| 2022 | 4월 20일       | DEBUT            | 〈SONIC BOOM〉 1절 엑스트라                                                                          | Look at this star                 |
| 2022 | 4월 27일       | DEBUT            | 〈SUN〉 1절 엑스트라                                                                                 | Look at this star                 |
| 2022 | 5월 6일        | CLASS IS OVER #1 | 〈SHUT DOWN〉 1절                                                                                    | SHUT DOWN Wonderful Cute Pleasant |
| 2022 | 5월 6일        | CLASS IS OVER #2 | 없음                                                                                                 | Confident Charming Smailing       |
| 2022 | 5월 11일       | CLASS IS OVER #1 | 〈UP〉 1절                                                                                           | UP                                |
| 2022 | 5월 18일       | CLASS IS OVER #2 | 〈SHUT DOWN〉 2절                                                                                    | Stand up                          |
| 2022 | 5월 26일       | LIVES ACROSS #1  | 〈CLASSY〉 2절                                                                                       | CLASSY                            |
| 2022 | 5월 31일       | CLASS IS OVER #1 | 〈TELL ME ONE MORE TIME〉 1절                                                                        | TELL ME ONE MORE TIME             |
| 2022 | 6월 8일        | LIVES ACROSS #2  | 〈CLASSY〉 2절                                                                                       | diamond                           |
| 2022 | 6월 15일       | LIVES ACROSS #1  | 〈SURPRISE〉 1절                                                                                     | SURPRISE                          |
| 2022 | 6월 22일       | LIVES ACROSS #2  | 〈SURPRISE〉 2절                                                                                     | by CLASS:y #1                     |
| 2022 | 6월 29일       | LIVES ACROSS #1  | 〈SAME SAME DIFFERENT〉 1절 (클라씨 버전)                                                            | Rising star                       |
| 2022 | 7월 6일        | CLASS IS OVER #2 | 〈TELL ME ONE MORE TIME〉 2절                                                                        | Say you love me                   |
| 2022 | 7월 13일       | LIVES ACROSS #1  | 〈DIVIN' INTO YOU〉 1절                                                                              | DIVIN' INTO YOU                   |
| 2022 | 7월 20일       | LIVES ACROSS #2  | 〈SAME SAME DIFFERENT〉 2절 (클라씨 버전)                                                            | real your life                    |
| 2022 | 7월 27일       | CLASS IS OVER #1 | 〈SUPER COOL〉 1절                                                                                   | SUPER COOL                        |
| 2022 | 8월 3일        | CLASS IS OVER #1 | 〈FEELIN' SO GOOD〉 1절                                                                              | FEELIN' SO GOOD                   |
| 2022 | 8월 10일       | CLASS IS OVER #2 | 〈UP〉 2절                                                                                           | I don't wanna                     |
| 2022 | 8월 17일       | LIVES ACROSS #2  | 〈DIVIN' INTO YOU〉 2절                                                                              | We can fly                        |
| 2022 | 8월 31일       | Super Star       | 〈Super Star〉 1절 (쥬얼리 원곡, 클라씨 리메이크)                                                    | CLAP for me                       |
| 2022 | 9월 7일        | Super Star       | 〈Super Star〉 2절                                                                                   | I Never ever give it up           |
| 2022 | 9월 21일       | CLASS IS OVER #2 | 〈SUPER COOL〉 2절                                                                                   | I'm super cool                    |
| 2022 | 10월 5일       | CLASS IS OVER #3 | 〈TELL ME ONE MORE TIME〉 1절 엑스트라                                                               | So tell me                        |
| 2022 | 10월 26일      | Day&Night #1     | 〈Tick Tick Boom〉 1절                                                                               | Tick Tick Boom                    |
| 2022 | 11월 16일      | Day&Night #1     | 〈ZEALOUS〉 1절                                                                                      | ZEALOUS                           |
| 2022 | 12월 14일      | Day&Night #2     | 〈Tick Tick Boom〉 2절                                                                               | Wonder                            |
| 2023 | 1월 11일       | Day&Night #2     | 〈ZEALOUS〉 2절                                                                                      | QUEEN                             |
| 2023 | 1월 18일       | CLASS IS OVER #2 | 〈FEELIN' SO GOOD〉 2절                                                                              | forever                           |
| 2023 | 2월 8일        | CLASS IS OVER #3 | 〈SHUT DOWN〉 1절 엑스트라                                                                           | sparkle                           |
| 2023 | 2월 15일       | LIVES ACROSS #3  | 〈DIVIN' INTO YOU〉 1절 엑스트라                                                                     | dreaming                          |
| 2023 | 3월 15일       | CLASS IS OVER #3 | 〈UP〉 1절 엑스트라                                                                                  | believe                           |
| 2023 | 4월 5일        | LIVES ACROSS #3  | 〈SAME SAME DIFFERENT〉 1절 엑스트라                                                                 | Final show                        |
| 2023 | 4월 26일       | LIVES ACROSS #3  | 〈CLASSY〉 1절 엑스트라                                                                              | Fancy                             |
| 2023 | 5월 17일       | CLASS IS OVER #3 | 〈FEELIN' SO GOOD〉 1절 엑스트라                                                                     | VV                                |
| 2023 | 6월 7일        | My Love #1       | 〈My Love〉 1절                                                                                      | My Love                           |
| 2023 | 6월 21일       | Day&Night #3     | 〈Tick Tick Boom〉 1절 엑스트라                                                                      | Push the button                   |
| 2023 | 7월 12일       | CLASS IS OVER #4 | 〈SHUT DOWN〉 2절 엑스트라                                                                           | Ice                               |
| 2023 | 8월 2일        | My Love #1       | 〈My Love〉 2절                                                                                      | Everytime                         |
| 2023 | 8월 23일       | Day&Night #3     | 〈ZEALOUS〉 1절 엑스트라                                                                             | shining                           |
| 2023 | 9월 13일       | LIVES ACROSS #4  | 〈CLASSY〉 2절 엑스트라                                                                              | Bling                             |

### 상점
- 추천 상품: 기간 한정 이벤트 카드와 프로필 세트를 유료 결제나 다이아몬드로 얻을 수 있다.

- 카드 팩: 30장, 10장, 5장, 1장 패키지가 있다.
  - 프리미엄 팩: C등급~R등급 카드가 포함된다. 1장 팩은 무료 광고 시청으로 얻을 수 있다. 30장 팩은 240다이아몬드, 10장 팩은 90다이아몬드, 5장 팩은 50다이아몬드로 구매할 수 있다.

  - 카드 팩: C등급~S등급 카드가 포함된다. 1장 팩은 무료 광고 시청으로 얻을 수 있다. 30장 팩은 30,000리듬포인트, 10장 팩은 10,000리듬포인트, 5장 팩은 5,000리듬포인트로 구매할 수 있다.

- 재화
  - 다이아몬드: 상점에서 프리미엄 카드팩이나 리듬포인트를 구매할 때 필요하다. 이벤트 과제 달성, 주간 리그에서 승격, 3시간마다 볼 수 있는 무료 광고 시청으로도 다이아몬드를 얻을 수 있다. 대량으로 얻으려면 상점에서 결제해야 한다. 6종류의 유료 다이아몬드 팩이 있으며 가격은 4,400~119,000원이다.

  - 리듬포인트: 가지고 있는 카드로 곡을 플레이하거나 상점에서 현금 결제로 획득한다. 카드를 강화하거나 합성할 때, 그리고 일반 카드팩을 구매할 때 사용된다. 소속된 주간 리그 순위가 높을수록 보너스로 얻는 리듬포인트가 많아진다. 6종류의 리듬포인트 팩이 있으며 가격은 10~500다이아몬드다.

  - 헤드폰: 곡을 플레이할 때 필요하다. 20분마다 1개씩 추가되며 최대 20개를 무료로 보유할 수 있다. 다량으로 얻으려면 다이아몬드로 구매해야 한다. 6종류의 헤드폰 팩이 있으며 가격은 5~100다이아몬드다. 남아 있는 헤드폰이 없으면 무료 광고를 시청한 후 플레이할 수 있다.

- 로비 배경
  - 무료 배경: 대부분 《슈퍼스타 방과후 설렘》이 출시될 때부터 있던 배경이다. 《방과후 설렘》 파이널에 진출한 14명의 사진과 《슈퍼스타 클라씨》로 바뀐 뒤에 추가된 CLASS IS OVER #1·#2까지 모두 16개다.

  - 이벤트 배경: 정해진 이벤트 기간에만 얻을 수 있는 배경이다. 관련 이벤트 카드와 획득 기간이 같으며, 이벤트 기간이 지나면 다시는 얻을 수 없다. 클라씨 멤버 생일 이벤트 배경도 있다.

- 아티스트 팩: 500다이아몬드로 아티스트 팩 1개를 구매할 수 있다. 활성화하면 ‘READY’·‘START’·‘Music Select’ 버튼 글자가 해당 멤버의 손글씨로 바뀌고 15개의 음성을 게임 내에서 들을 수 있다. 여러 개를 구매했을 경우 1개만 활성화할 수 있다.
  - 기본 아티스트 팩: 《방과후 설렘》 파이널에 진출한 14명의 아티스트 팩으로 《슈퍼스타 방과후 설렘》 때부터 있었다.

  - 1주년 기념 아티스트 팩: 2023년 2월 15일에 《슈퍼스타 클라씨》 출시 1주년을 기념하여 클라씨 멤버 7명의 아티스트 팩이 추가되었다.[60]

- 인벤토리: 다이아몬드로 카드 보유 한도를 늘릴 수 있다. 한 번 구매할 때마다 보유 한도가 20씩 늘어나며 최대 1,000개의 카드를 가질 수 있다.

### 주간 리그
게임 유저는 20명으로 편성된 리그에 소속된다. 한 주 동안 가장 많은 점수를 얻은 5곡의 점수 합계가 개별 주간 점수가 된다. 리그 1~5위는 상위 리그로 승격하고 16~20위는 하위 리그로 강등된다.
| 리그     | 리듬포인트 보너스 |
| -------- | ----------------- |
| 골드 Ⅲ   | 80%               |
| 골드 Ⅱ   | 70%               |
| 골드 Ⅰ   | 60%               |
| 실버 Ⅲ   | 50%               |
| 실버 Ⅱ   | 40%               |
| 실버 Ⅰ   | 30%               |
| 브론즈 Ⅲ | 20%               |
| 브론즈 Ⅱ | 10%               |
| 브론즈 Ⅰ | 없음              |

### 미션
| 미션                   | 보상             |
| ---------------------- | ---------------- |
| 데일리 곡 플레이 Ⅰ     | 헤드폰 3개       |
| 데일리 곡 플레이 Ⅱ     | C급 카드 2장     |
| 데일리 카드 구매       | B급 카드 1장     |
| 데일리 카드 강화       | 리듬포인트 1,500 |
| 광고 1회 시청          | 리듬포인트 2,000 |
| 데일리 미션 4회 클리어 | A급 카드 1장     |

| 미션                   | 보상              |
| ---------------------- | ----------------- |
| 위클리 곡 플레이(20곡) | 리듬포인트 5,000  |
| 위클리 카드 구매(7장)  | A급 카드 1장      |
| 위클리 카드 강화(7회)  | 리듬포인트 10,000 |
| 광고 7회 시청          | A급 카드 1장      |
| 데일리 미션 5회 클리어 | S급 카드 1장      |
| 위클리 미션 4회 클리어 | 다이아몬드 50     |

|        | 미션                                        | 이벤트 보상           |
| ------ | ------------------------------------------- | --------------------- |
| 미션 1 | 모드 상관없이 이벤트 곡 클리어 5회          | A등급 이벤트 카드 1장 |
| 미션 1 | 노말 모드에서 별 3개로 이벤트 곡 클리어 1회 | 리듬포인트 2,000      |
| 미션 1 | 하드 모드에서 이벤트 곡 클리어 1회          | B등급 카드 1장        |
| 미션 1 | 130만점 이상 점수로 클리어                  | 5장 카드팩            |
| 미션 1 | 230만점 이상 점수로 클리어                  | 5장 프리미엄 카드팩   |
| 미션 1 | 330만점 이상 점수로 클리어                  | 10장 프리미엄 카드팩  |
| 미션 2 | A등급 이상 지민 카드 획득 (업그레이드 포함) | B등급 이벤트 카드 1장 |
| 미션 2 | A등급 이상 선유 카드 획득 (업그레이드 포함) | B등급 이벤트 카드 1장 |
| 미션 2 | A등급 이상 형서 카드 획득 (업그레이드 포함) | B등급 이벤트 카드 1장 |
| 미션 2 | A등급 이상 혜주 카드 획득 (업그레이드 포함) | B등급 이벤트 카드 1장 |
| 미션 2 | A등급 이상 리원 카드 획득 (업그레이드 포함) | B등급 이벤트 카드 1장 |
| 미션 2 | A등급 이상 보은 카드 획득 (업그레이드 포함) | B등급 이벤트 카드 1장 |
| 미션 2 | A등급 이상 채원 카드 획득 (업그레이드 포함) | B등급 이벤트 카드 1장 |
| 미션 3 | 미션 1·2 모두 완료                          | 이벤트 배경 획득      |

### 마이 레코드
곡을 플레이하기 전에 왼쪽 아래에 있는 Cleared를 누르면 해당 곡에서 자신이 세운 월별 최고 점수표를 볼 수 있다. 월간 도전 점수 300만 점 이상을 기록한 곡 수에 따라 달성도 보상이 달라진다.
| 300만점 달성곡 | 카드팩               | 다이아몬드 | 리듬포인트 |
| -------------- | -------------------- | ---------- | ---------- |
| 25곡 이상      | 프리미엄 10장 카드팩 | 60         | 6,000      |
| 19~24          | 프리미엄 5장 카드팩  | 50         | 5,000      |
| 13~18          | 일반 10장 카드팩     | 40         | 4,000      |
| 7~12           | 일반 5장 카드팩      | 30         | 3,000      |
| 1~6            | 없음                 | 20         | 2,000      |

### 월드 레코드
매 분기 동안에 각 노래마다 기록한 점수 순위를 1~100위까지 보여준다. 100위 안에 든 곡 1개에 다이아몬드 30개를 받으므로 100위 안에 들어간 곡이 많을수록 보상으로 받는 다이아몬드도 많아진다. 새로운 분기가 시작되면 순위와 점수가 초기화된다.

### 관련 영상
| 연도 | 날짜      | 영상                                |
| ---- | --------- | ----------------------------------- |
| 2022 | 5월 6일   | 《슈퍼스타 클라씨》 출시            |
| 2022 | 5월 6일   | 클라씨 멤버들의 달콤백 챌린지       |
| 2022 | 6월 22일  | 한정 테마 폴라로이드 꾸미기(형서)   |
| 2022 | 6월 22일  | 한정 테마 폴라로이드 꾸미기(채원)   |
| 2022 | 6월 22일  | 한정 테마 폴라로이드 꾸미기(혜주)   |
| 2022 | 6월 22일  | 한정 테마 폴라로이드 꾸미기(리원)   |
| 2022 | 6월 22일  | 한정 테마 폴라로이드 꾸미기(지민)   |
| 2022 | 6월 22일  | 한정 테마 폴라로이드 꾸미기(보은)   |
| 2022 | 6월 22일  | 한정 테마 폴라로이드 꾸미기(선유)   |
| 2022 | 8월 31일  | 클라씨 버전 〈Super Star〉 업데이트 |
| 2022 | 8월 31일  | 〈Super Star〉 녹음 비하인드        |
| 2022 | 11월 16일 | 클라씨와 함께 한정테마 그리기       |
| 2022 | 12월 21일 | 2022 명예의 전당                    |
| 2023 | 2월 15일  | 《슈퍼스타 클라씨》 출시 1주년      |
| 2023 | 2월 15일  | 클라씨의 특별한 선물 도착           |
| 2023 | 2월 23일  | 클라씨 〈SHUT DOWN〉 슈스클 플레이  |

## 관련 제품

### 슈퍼스타 클라씨 퍼스트 에디션[61]
게임 속 카드를 실제 포토카드로 만들어서 2022년 10월 27일 발매한 제품이다.
노멀카드 42장(B·A·S등급 카드 각 14종), 레어카드 21장(실버레어·골드레어·테마레어 카드 각 7종), 스페셜 온오토카드 7장을 포함한 70종의 카드로 구성되었다. 1박스에 들어 있는 카드는 14장이다.
레어 포토카드에는 클라씨 멤버의 퍼포먼스 댄스 영상, 밸런스 게임, 영상통화까지 3종류의 AR 콘텐츠가 있다. 스페셜 온오토카드 중에서 클라씨 멤버가 각각 150장씩 친필로 사인한 카드가 있다. 슈퍼스타 클라씨에서 사용할 수 있는 게임 쿠폰도 부스터팩 안에 무작위로 포함되었다. 슈퍼스타 시리즈의 첫 번째 AR 포토카드다.
카드번호 끝에 있는 숫자는 《방과후 설렘》 최종 순위에 따라 매겨졌다.

#### 관련 영상
| 연도 | 날짜      | 영상               |
| ---- | --------- | ------------------ |
| 2022 | 10월 27일 | AR 포토카드 소개 1 |
| 2022 | 11월 23일 | AR 포토카드 소개 2 |

#### 카드 종류
| 등급 | 카드번호          | 클라씨 멤버 |
| ---- | ----------------- | ----------- |
| B    | CYB-KR01 CYB-KR08 | 지민        |
| B    | CYB-KR02 CYB-KR09 | 선유        |
| B    | CYB-KR03 CYB-KR10 | 형서        |
| B    | CYB-KR04 CYB-KR11 | 혜주        |
| B    | CYB-KR05 CYB-KR12 | 리원        |
| B    | CYB-KR06 CYB-KR13 | 보은        |
| B    | CYB-KR07 CYB-KR14 | 채원        |
| A    | CYA-KR01 CYA-KR08 | 지민        |
| A    | CYA-KR02 CYA-KR09 | 선유        |
| A    | CYA-KR03 CYA-KR10 | 형서        |
| A    | CYA-KR04 CYA-KR11 | 혜주        |
| A    | CYA-KR05 CYA-KR12 | 리원        |
| A    | CYA-KR06 CYA-KR13 | 보은        |
| A    | CYA-KR07 CYA-KR14 | 채원        |
| S    | CYS-KR01 CYS-KR08 | 지민        |
| S    | CYS-KR02 CYS-KR09 | 선유        |
| S    | CYS-KR03 CYS-KR10 | 형서        |
| S    | CYS-KR04 CYS-KR11 | 혜주        |
| S    | CYS-KR05 CYS-KR12 | 리원        |
| S    | CYS-KR06 CYS-KR13 | 보은        |
| S    | CYS-KR07 CYS-KR14 | 채원        |

| 등급 | 카드번호  | 클라씨 멤버 |
| ---- | --------- | ----------- |
| R    | CYSR-KR01 | 지민        |
| R    | CYSR-KR02 | 선유        |
| R    | CYSR-KR03 | 형서        |
| R    | CYSR-KR04 | 혜주        |
| R    | CYSR-KR05 | 리원        |
| R    | CYSR-KR06 | 보은        |
| R    | CYSR-KR07 | 채원        |
| R    | CYGR-KR01 | 지민        |
| R    | CYGR-KR02 | 선유        |
| R    | CYGR-KR03 | 형서        |
| R    | CYGR-KR04 | 혜주        |
| R    | CYGR-KR05 | 리원        |
| R    | CYGR-KR06 | 보은        |
| R    | CYGR-KR07 | 채원        |
| R    | CYTR-KR01 | 지민        |
| R    | CYTR-KR02 | 선유        |
| R    | CYTR-KR03 | 형서        |
| R    | CYTR-KR04 | 혜주        |
| R    | CYTR-KR05 | 리원        |
| R    | CYTR-KR06 | 보은        |
| R    | CYTR-KR07 | 채원        |

| 등급 | 카드번호   | 클라씨 멤버 |
| ---- | ---------- | ----------- |
| R    | CYOAR-KR01 | 지민        |
| R    | CYOAR-KR02 | 선유        |
| R    | CYOAR-KR03 | 형서        |
| R    | CYOAR-KR04 | 혜주        |
| R    | CYOAR-KR05 | 리원        |
| R    | CYOAR-KR06 | 보은        |
| R    | CYOAR-KR07 | 채원        |